# Meziplyn
Meziplyn respektive řazení s meziplynem je způsob vyrovnávání otáček převodovky a motoru při řazení rychlostních stupňů, zejména dolů (podřazení). Tento postup se používal v minulosti v nákladních i částečně osobních automobilech. V osobních i nákladních vozech byl nahrazen synchronizací. Od té doby se používá především mezi závodníky nebo řidiči starých automobilů. 
Při řazení rychlostních stupňů je zapotřebí srovnat otáčky hnacího a hnaného hřídele. Pokud se tak nestane, dojde k efektu označovaném řidiči jako „počítání zubů“, při kterém se rychlost ozubených kol na hřídelích vyrovnává vzájemným mechanickým působením. Pokud není převodovka synchronizována, musí tomu řidič předejít použitím meziplynu. Při řazení nahoru se meziplyn zpravidla nepoužívá, používalo se jen dvojité vymáčknutí spojkového pedálu.
- 1. krok – sešlápnutí spojky, vyřazení do polohy neutrálu a následné uvolnění spojky
- 2. krok – sešlápnutí plynového pedálu (u starších typů bylo důležité dávkování)
- 3. krok – sešlápnutí spojky a zařazení příslušné rychlosti (při správném provedení si převodovka vezme sama)
- 4. krok – uvolnění spojky a pokračování v jízdě

Při řazení nahoru (na vyšší rychlostní stupeň) se postupuje stejně vyjma 2. kroku, kdy není potřeba přídávat plyn.
Výše popsaný postup s dvojím vyšláputím spojky je tzv. pravý meziplyn, který nezahrnuje volitelné používání meziplynu tzv. technikou pata-špička u automobilů se synchronizovanou převodovkou (například v motorsportu).